# Val Borbera
La val Borbera (val Borbaja in piemontese, val Borbêa o Borbéia in ligure) è una vallata dell’Appennino ligure formata dal torrente Borbera, tributario dello Scrivia. È situata nella zona del Novese, la porzione più a sud est del Piemonte al confine con la Liguria. I comuni di Cabella Ligure e Carrega Ligure sono gli unici della regione Piemonte a confinare con l’Emilia-Romagna, assieme a Fabbrica Curone nella vicina val Curone. 
Durante il periodo dei Feudi imperiali, l'alta valle è stata a lungo governata da importanti famiglie genovesi, per poi entrare sotto il controllo, questa volta l'intera valle, della Repubblica Ligure. Fa oggi parte del Piemonte pur conservando forti legami linguistico-culturali con la Liguria.

## Etimologia
Attestato dal 1183 nelle forme Bolbera, Bolberia, Bulberia, forse prende origine dall'antica parola ligure bor che significa acqua che scorre.

## Geografia
Questa valle che si incunea tra la val Boreca (Piacenza) ad est, la val Vobbia, Valbrevenna e alta val Trebbia  (Genova) e la valle Spinti (Alessandria e Genova) a sud e la val Curone, val Grue e valle Ossona (Alessandria) a nord, è delimitata ad ovest dallo Scrivia. È circondata da alte montagne, che la rendono un luogo isolato dalle vallate circostanti, poco toccato dall'industrializzazione e quindi con una natura ben conservata. È l'unica valle piemontese a confinare con l'Emilia-Romagna.

### Geologia
In corrispondenza di Persi (Borghetto di Borbera) sono presenti le marne di Cessole del Langhiano lungo la sponda sinistra del Borbera, sempre in questo punto è visibile una successione "straterellata fine" sormontata da bancate arenacee. A Cantalupo Ligure sono presenti conglomerati di puddinga e le argilliti di Pagliaro emergenti tra Rocchetta Ligure e Mongiardino Ligure e le argilliti e in tutta la valle sono presenti i flysch dell'Antola. L'alta valle è di formazione tra il Cretacico superiore-Paleocene (93-56 milioni di anni fa), tra Cantalupo Ligure e Persi di Borghetto di Borbera è di formazione dell'Oligocene (34-23 milioni di anni fa), la bassa va è di formazione del Miocene (23-5 milioni di anni fa).

### Orografia
- Monte Antola (1597 m) - tra le valli Borbera, val Boreca e Scrivia al confine tra Liguria (provincia di Genova) e Piemonte (provincia di Alessandria), è chiamata "La Montagna dei Genovesi"
- Monte Carmo (1640 m) - tra le valli Borbera e val Boreca al confine tra Piemonte (AL), Liguria (GE) e Emilia-Romagna (PC)
- Monte Legnà (1670 m) - tra val Borbera e Trebbia tra Piemonte (AL) e Emilia-Romagna (PC)
- Monte Cavalmurone (1672 m) - tra val Borbera e val Boreca al confine tra (AL), Emilia-Romagna (PC)
- Monte Chiappo (1700 m) - tra le valli Staffora, Boreca, Curone e Borbera tra Piemonte (AL), Emilia-Romagna (PC) e Lombardia (PV)
- Monte Ebro (1700 m) - tra le valli Borbera e val Curone
- Monte Giarolo (1473 m) - tra le valli Borbera e val Curone
- Monte Cosfrone (1671 m) - vicino al monte Ebro

## Ambiente

### Flora e fauna
In bassa valle la vegetazione è formata da ontano, olmo, nocciolo, rovere, castagno e acacia non autoctona della valle, è presente coltivato anche il gelso ora sostituito da colture di cereali e foraggio.
In alta valle la vegetazione è caratterizzata da faggio, rovere e castagno con presenze sporadiche di larice e conifere. La fauna è costituita da volpi, lepri, scoiattoli e vi sono tracce del lupi italici. In quantità notevole, la presenza di cinghiali, o porcastri, soggetti a battute di caccia nel periodo invernale. 
Anche a causa dello spopolamento costante della valle, abbondanti sono i daini, mammiferi artiodattili della famiglia dei cervidi. Anche per politiche di ripopolamento degli anni '90, si segnala la presenza di vipere comuni.
Dell'avifauna sono presenti la garzetta, la nitticora, il gabbianello, il beccaccino e il piovanello pancianera, la ballerina gialla, la cutrettola, il corriere piccolo e il martin pescatore; nella valle è presente il 70% dell'avifauna appenninica.

## Storia
La val Borbera fu inizialmente abitata dall'età del ferro (~1000 a.C.) da tribù Liguri (forse i Dectunini) che fondarono sicuramente Albera Ligure. Nel 30 a.C. la valle fu occupata definitivamente dai Romani e in età augustea entrò a far parte della Regio IX della Liguria con capoluogo Genua. Alla vigilia delle invasioni barbariche faceva parte della Diocesi dell'Italia (V) (con capoluogo Mediolanum) e come parte della Liguria. Durante le invasioni barbariche fu prima parte dei domini di Odoacre (476-493) poi fu invasa dai Visigoti intorno 493 e dai Longobardi intorno al 570. Nel 774 Carlo, re dei Franchi invase i territori longobardi e la val Borbera entrò a far parte del Sacro Romano Impero. Nell'843 entrò a far parte del Regno d'Italia di Lotario di cui fece parte fino all'888. In età comunale subentrarono i Malaspina che si allearono col vescovo di Tortona, nel XIV secolo con la caduta del potere dei Malaspina la valle fu così suddivisa:
- Cantalupo Ligure e Prato ancora ai Malaspina (formale controllo vescovo di Tortona, poi del Ducato di Milano)
- l'alta valle alla famiglia Fieschi (formale controllo Repubblica di Genova, nell'ambito dei cosiddetti feudi imperiali)
- Stazzano e la bassa valle sotto diretto controllo del vescovo di Tortona, poi al Ducato di Milano, eccetto Vargo

(formale controllo Repubblica di Genova, nell'ambito dei cosiddetti feudi imperiali)
La valle è stata inizialmente contesa tra il vescovo di Tortona, il comune di Genova e i feudi imperiali. Poi per secoli è stata divisa tra il Ducato di Milano, i feudi imperiali delle famiglie genovesi e la Repubblica di Genova, Infatti dal 1738 la bassa valle, insieme a tutto il tortonese, passò ai Savoia in base al trattato di Vienna (riconfermato nel 1748 dal trattato di Aquisgrana) mentre l'alta valle rimase sotto il controllo della Repubblica di Genova e delle famiglie Adorno, Spinola, Fieschi e Malaspina. Durante il periodo napoleonico, fu prima parzialmente sotto la Repubblica Ligure (dal 1797 al 1805), poi entrò a far parte dell'Impero Francese nel Dipartimento di Genova. Dal 26 dicembre 1814 al 7 gennaio 1815 fece di nuovo parte della Repubblica Ligure.
Dopo il congresso di Vienna entrò a far parte della provincia di Novi come parte della Liguria e del Regno di Sardegna; nel 1859 venne staccata dalla Liguria e unita alla provincia di Alessandria e quindi al Piemonte dal presidente del consiglio che era allora l'alessandrino Urbano Rattazzi; nel 1861 entrò a far parte dell'Italia unita.
Durante la prima guerra mondiale ad Arquata Scrivia, presso la foce del Borbera ci fu un campo militare inglese dal 1915 al 1921, poi nella seconda guerra mondiale dopo il 1943 la valle fu luogo di scontri tra nazifascisti (che controllavano la bassa valle) e partigiani (che controllavano l'alta valle), come avvenne nella battaglia di Pertuso, e fu interamente liberata dai partigiani nel 1945. A Rocchetta Ligure fu eletta per la prima volta una donna a consigliere comunale nel maggio del 1945, poco dopo la Liberazione.

## Cultura
Questa valle fa parte del territorio culturalmente omogeneo delle Quattro Province, caratterizzato fra l'altro da usi e costumi comuni e da un repertorio di musiche e balli molto antichi. Lo strumenti più importante di questa zona è il piffero (oboe popolare ad ancia doppia) che viene accompagnato dalla fisarmonica. Il duo pifferaio-fisarmonicista è parte integrante delle numerose feste che animano i paesi soprattutto nei mesi estivi. La difficile accessibilità di alcune frazioni ha fatto sì che si conservassero schemi peculiari di alcune delle antiche danze delle Quattro Province, in paesini come Connio o Carrega Ligure si continuano a ballare versioni di giga o piana (come si ballava nei tempi andati) che possiamo vedere solo lì. Presso le Capanne di Cosola a fine stagione si tiene a curmà di pinfri raduno annuale dei pifferai.
A Rocchetta Ligure nel seicentesco Palazzo Spinola ha avuto sede dal 1999 fino al 2005 il Centro Living Europa, sede europea del teatro newyorkese Living Theatre.

### Dialetto
Il dialetto parlato nella valle è ligure del sottogruppo dell'Oltregiogo. Nella bassa valle si hanno influenze dal piemontese e dal lombardo con una forte affinità con il novese, invece nell'alta valle (soprattutto nei comuni di Roccaforte Ligure, Mongiardino Ligure, Cabella Ligure e Carrega Ligure) il dialetto è rimasto intatto nella sua forte affinità con il genovese.
Esempi di differenza tra Ligure genovese e Ligure dell'oltregioco (dialetto di Daglio di Carrega Ligure in val Borbera):
| Genovesato     | Daglio (Carrega Ligure) | Italiano        |
| -------------- | ----------------------- | --------------- |
| Lusciàndria    | Lisciàndria             | Alessandria     |
| Zena           | Ziena                   | Genova          |
| coltùa         | cultüa                  | cultura         |
| comensâ        | cminsâ                  | cominciare      |
| gente          | ginte                   | gente / persone |
| pòula          | pòula                   | parola          |
| cuxinn-a       | cüxiŋna                 | cucina          |
| pàize          | paîxe                   | paese           |
| mùxica         | mǘxica                  | musica          |
| libbro         | libbro                  | libro           |
| monte / briccu | munte / briccu          | monte / bricco  |

## Monumenti e luoghi d'interesse

### Musei
- Museo della cultura popolare dell'Alta Val Borbera a Carrega Ligure
- Museo della Resistenza e della vita sociale  nel Palazzo Spinola a Rocchetta Ligure fondato nel 1990.
- Museo di storia naturale a villa Gardella a Stazzano fondato nel 1980.

### Castelli
La val Borbera e la contigua valle Spinti essendo stata per circa ottocento anni terra di confine vi sono dieci castelli, alcuni tuttora in buone condizioni eccoli qui elencati:
- Castello di Vargo, a Vargo di Stazzano del 1500 circa.
- Castello di Stazzano, a Stazzano, tuttora ospizio e quindi non visitabile.
- Castello di Torre Ratti, a Torre Ratti di Borghetto di Borbera, citato la prima volta nel 1413 da Filippo Maria Visconti, fu dei visconti e poi dei Rati Opizzoni.
- Castello di Sorli, risale al XII secolo fu dei Visconti e poi dei Lunati fin al 1753, rimangono dei ruderi.
- Castello di Roccaforte Ligure, costruito intorno al 600, ricostruito dai Malaspina intorno all'XI secolo e poi agli Spinola fino al 1797, rimangono ruderi.
- Castello di Cremonte a Cremonte di Cabella Ligure fu costruito nel X secolo dal vescovo di Tortona contro le scorribande saracene e ungare.
- Castello di Carrega Ligure  a Carrega Ligure, risale forse al XII secolo, rimangono ruderi del torrione e resti della struttura originale.
- Castello di Borgo Adorno a Cantalupo Ligure

### I "paesi fantasma" della Val Borbera
I paesi fantasma furono spopolati negli anni cinquanta-sessanta e gli abitanti andarono a vivere nelle principali città d'Italia, ma soprattutto nella vicina Genova.
Ecco qui l'elenco di questi paesi, tutti ubicati nell'alta valle, tranne Rivarossa che si trova sul Monte Gavassa al confine fra bassa ed alta Val Borbera:
- Rivarossa (m 738), frazione disabitata di Borghetto di Borbera
- Avi (m 610), frazione disabitata di Roccaforte Ligure
- Camere Nuove, frazione disabitata di Mongiardino Ligure
- Connio (vecchio), frazione di Carrega Ligure
- Chiapparo (m 937), frazione disabitata di Carrega Ligure
- Ferrazza (m 1111), frazione disabitata di Carrega Ligure è stata recuperata negli anni novanta
- Reneuzzi (m 1075), frazione disabitata di Carrega Ligure
- Piani di Celio (m 477), frazione disabitata di Rocchetta Ligure

## Amministrazioni
Amministrativamente è divisa tra i comuni di:
| Comune               | Abitanti | Superficie | Densità        | Altitudine                   |
| -------------------- | -------- | ---------- | -------------- | ---------------------------- |
| Albera Ligure        | 331 ab.  | 21,38 km²  | 15,48 ab./km²  | 437 m s.l.m.                 |
| Borghetto di Borbera | 2031 ab. | 39,62 km²  | 51,26 ab./km²  | 295 m s.l.m.                 |
| Cabella Ligure       | 578 ab.  | 46,79 km²  | 12,35 ab./km²  | 474 m s.l.m.                 |
| Cantalupo Ligure     | 553 ab.  | 24,09 km²  | 22,96 ab./km²  | 383 m s.l.m.                 |
| Carrega Ligure       | 97 ab.   | 56,67 km²  | 1,71 ab./km²   | 965 m s.l.m.                 |
| Mongiardino Ligure   | 181 ab.  | 29,14 km²  | 6,21 ab./km²   | 600 m s.l.m.                 |
| Roccaforte Ligure    | 166 ab.  | 20,62 km²  | 8,05 ab./km²   | 704 m s.l.m.                 |
| Rocchetta Ligure     | 215 ab.  | 10,09 km²  | 21,30 ab./km²  | 390 m s.l.m.                 |
| Stazzano             | 2383 ab. | 17,83 km²  | 133,65 ab./km² | 225 m s.l.m.                 |
| Vignole Borbera      | 2251 ab. | 8,49 km²   | 265,14 ab./km² | 243 m s.l.m.                 |
| TOTALE               | 8756 ab. | 213,63 km² | 40,99 ab./km²  | 398 m s.l.m. (altezza media) |

e le frazioni di:
- Vigoponzo, Carano e Caviggino, frazioni di Dernice sono in alta val Borbera

La valle fa parte della Comunità montana Terre del Giarolo con sede operativa a Cantalupo Ligure e sede legale a San Sebastiano Curone che comprende anche la piccola valle Spinti col comune di Grondona (m 300) e le valli Curone, Grue e Ossona.

## Toponimi
La val Borbera, pur essendo attualmente in provincia di Alessandria, è stata storicamente per lungo tempo nell'area amministrativa genovese; molti toponimi della valle, nelle ipotesi più accreditate, risentono ancora di queste origini e mantengono la denominazione "ligure" nel nome.
- Stazzano forse dal latino statio (luogo di sosta)
- Vignole Borbera dal latino vineola (piccolo terreno coltivato a vigna)
- Borghetto di Borbera diminutivo di borgo, nel Medioevo Borgo degli Aimerici
- Cantalupo Ligure ci sono due teorie:
  - 1) un posto abitato da lupi (come Cantalupa, Cantalupo in Sabina)
  - 2) dalla parola preindoeuropea kantel-op (acqua di montagna)
- Albera Ligure dalla base ligure albarius (luogo pubblico per commerci)
- Cabella Ligure da ca' bella (casa bella)
- Carrega Ligure dal latino carratica (via carraia) o dal genovese carrega (strada)
- Mongiardino Ligure da monte giardino (monte verde) o dal tardo latino monsgard
- Rocchetta Ligure da piccola rocca (piccolo castello)
- Grondona dal tardo latino gronda (terreno inclinato da cui scivola l'acqua)

## Prodotti tipici
I prodotti tipici della val Borbera sono influenzati dai legami avuti durante la storia con la Liguria, il Piemonte e il Ducato di Milano, i prodotti tipici della valle sono:
- Il formaggio tipico della val Borbera e della val Curone è il montebore, di antichissime origini, a base di latte vaccino o di pecora, dalla forma di un cono a gradoni, si dice abbia ispirato le torte nuziali.
- pasta al pesto
- le  fagiolane bianche, simili al fagiolo bianco di Spagna da cui derivano, ma più grandi.
- la  patata quarantina, soprattutto le varietà Quarantina Bianca Genovese che ha il colore della buccia chiaro, la pasta è bianca e di tessitura fine e compatta e la varietà prugnona di buccia liscia e bicolore rosso violaceo-crema di pasta bianca e fine, la cui coltivazione incominciò nel settecento.
- il tartufo nero di particolare qualità autoctona e il tartufo bianco usato per la produzione di uova tartufate.
- i funghi porcini.
- castagne.
- nocciole.
- mela carla, autoctona della val Borbera, dal sapore aspro e fragrante
- il timorasso, vino bianco autoctono.
- il miele soprattutto millefiori e di acacia.
- la selvaggina: fagiani, lepri, fagianelle, pernici, capre, daini, cinghiale, coniglio.
- salumi: testa in cassetta, prosciutto crudo, zampino e pancetta

Nel torrente Borbera inoltre si pesca la trota.
I dolci sono molto pochi e semplici, da ricordare il salame greco o salame dolce, uno strato di sfoglia di pan di Spagna spalmata di marmellata o cioccolato, arrotolata e servita a fette come un salame.
I piatti tipici sono:
- ravioli di riso e latte, grossi ravioli il cui ripieno è riso cotto nel latte insaporito con uova, formaggio e qualche spezia, conditi con formaggio e panna fresca, sono tipici di Cosola di Cabella Ligure
- riso ai petali di viole
- trofie di castagne in salsa di noci
- corzetti verdi coi piselli alla crema di montebore
- risotto al montebore
- capra e fagiolane
- tagliatelle al sugo di lepre
- cotechino e fagiolane
- corzetti ai funghi
- taglierini al sugo di lepre

Inoltre come in tutto il settentrione è tipica la polenta, fatta anche con farina di castagne e condita col daino o col cinghiale.

## Economia
Principalmente a carattere agricolo/montano con piccole attività artigianali nell'alta valle. Nella bassa valle si rileva la presenza di piccole industrie; fiorente artigianato e commercio grazie anche alla vicinanza a grandi vie di comunicazione (autostrada A7). In particolare, nell'alta valle si segnala la presenza di attività ricettive che rappresentano voci rilevanti dell'economia locale. Inoltre: piccoli caseifici (Roccaforte, Vallenostra) allevamenti bovini da latte (Rovello) piccola produzione di vino da vitigni locali (Timorasso).

## Infrastrutture e trasporti
La valle è percorsa per tutta la sua lunghezza dalla strada provinciale 140 "di val Borbera", che collega le principali località con la Strada statale 35 dei Giovi. La provinciale ha inizio ad Arquata Scrivia e raggiunge il valico delle Capanne di Cosola, al confine con la regione Emilia-Romagna.
La valle è raggiungibile dall'Autostrada A7, mediante l'uscita Vignole-Arquata.
Nell'Ottocento le comunicazioni erano garantite da un servizio di diligenze, nel 1922 venne istituito un servizio di corriere che, fino al 1978, si occupava anche dello smistamento della corrispondenza ai vari uffici postali. Dal 1976 le varie località della vallata sono servite dal servizio di trasporto pubblico gestito dalla società Autolinee Val Borbera, con sede a Cabella Ligure, che assicurano il collegamento anche alcuni centri abitati circostanti e, in particolare, con Novi Ligure, dove sono presenti i principali servizi quali scuole e ospedali. 

## Religione
Tutta la valle fa parte della regione ecclesiastica Liguria sotto la diocesi di Tortona, tranne quasi tutto il comune di Mongiardino Ligure (esclusa la frazione di Casalbusone) che fa parte dell'arcidiocesi di Genova.

## Altri dati
- lunghezza valle: 45,7 km da Stazzano a Capanne di Carrega (Carrega Ligure)
- larghezza massima valle: 23 km da Borgo Adorno Cantalupo Ligure) a Salata Mongiardino (Mongiardino Ligure)
- altezza minima: 221 m a Stazzano
- altezza massima: 1.700 m del monte Ebro e del monte Chiappo
- comune più elevato: Carrega Ligure, 965 m d'altezza
- comune meno elevato: Stazzano, 221 m d'altezza
- frazione meno elevata: Precipiano (Vignole Borbera), 227 m d'altezza
- frazione più elevata: Capanne di Cosola (Cabella Ligure), 1.500 m d'altezza
- comune più esteso: Carrega Ligure, 56,67 km²
- comune meno esteso: Vignole Borbera, 8,49 km²
- comune più abitato: Stazzano, 2.383 ab. (2008)
- comune meno abitato: Carrega Ligure, 97 ab. (2008)